# Aureo Lorenzo
Áureo Lorenzo (Cádiz, 1983) es un concept artist español. Licenciado en Artes y Diseño Gráfico por la Universidad de Sevilla y antiguo alumno de la Escuela Joso de Barcelona, ha trabajado para periódicos como El Mundo y El País, y para desarrolladoras de videojuegos como Remedy Entertainment con títulos como Control (videojuego), Quantum Break, CrossFire (videojuego), y franquicias como Blade Runner (franquicia). Como historietista ha colaborado en la serie 12 del Doce: El Deseado (Diputación de Cádiz, 2012).